# Pyrolirion huantae
Pyrolirion huantae är en amaryllisväxtart som beskrevs av Pierfelice Ravenna. Pyrolirion huantae ingår i släktet Pyrolirion och familjen amaryllisväxter.
Artens utbredningsområde är Peru. Inga underarter finns listade i Catalogue of Life.